# Милхост
Милхост (слч. Milhosť) насељено је мјесто са административним статусом сеоске општине (слч. obec) у округу Кошице-околина, у Кошичком крају, Словачка Република.

## Становништво
| Година:    | 1994. | 2004.   | 2014.   | 2024.   |
| ---------- | ----- | ------- | ------- | ------- |
| Број људи: | 355   | 373     | 389     | 402     |
| Разлика:   |       | +5,07 % | +4,28 % | +3,34 % |

| Година:    | 2023. | 2024.   |
| ---------- | ----- | ------- |
| Број људи: | 387   | 402     |
| Разлика:   |       | +3,87 % |

Према подацима о броју становника из 2011. године насеље је имало 385 становника.